# Drużynowe mistrzostwa świata w szachach
Drużynowe mistrzostwa świata w szachach – rozgrywany co cztery lata turniej, którego celem jest wyłonienie najlepszej narodowej drużyny szachowej na świecie.
Idea rozgrywek powstała na początku lat osiemdziesiątych XX wieku w wyniku ciągłego zwiększania się liczby drużyn startujących w szachowych olimpiadach, co mogło w pewnym sensie wypaczyć sportowy aspekt tej najważniejszej szachowej imprezy na świecie. W założeniu drużynowe mistrzostwa świata miały być turniejami elitarnymi (a więc przeciwnie do olimpiad, które są otwarte dla wszystkich państw członkowskich FIDE) z udziałem 10 drużyn: mistrzów kontynentów (wyjątek stanowiła reprezentacja Afryki), gospodarza turnieju oraz najlepszych drużyn rozegranej rok wcześniej olimpiady. Jednak począwszy od trzeciej edycji zasady te ulegały ciągłym zmianom, głównie wskutek częstych rezygnacji ze startu uprawnionych zespołów (m.in. dwukrotnie zaproszono narodowe drużyny kobiece; również dwukrotnie rozegrano mistrzostwa w obsadzie 9 drużyn).
Pierwszy turniej o drużynowe mistrzostwo świata rozegrano w 1985 w Lucernie. Tam też odbyły się kolejne trzy edycje. Następne dwa turnieje odbyły się w Armenii i Izraelu. Od pierwszego turnieju w zawodach obowiązywał system kołowy. W pierwszych mistrzostwach mecze rozgrywano na sześciu szachownicach, ale już od 1989 zmniejszono liczbę szachownic to czterech.
Z kolei pierwsze mistrzostwa kobiet rozegrano dopiero w 2007 w Jekaterynburgu. Wśród 10 zespołów znalazła się także reprezentacja Polski, dzięki zdobyciu w 2005 złotego medalu drużynowych mistrzostw Europy. W swoim debiucie Polski spisały się dobrze, zajmując ostatecznie V miejsce w klasyfikacji końcowej.

## Drużynowe mistrzostwa świata mężczyzn

### I mistrzostwa (1985, Lucerna)
- Termin: 15–28 listopada 1985
- Miasto: Lucerna
- System: kołowy z udziałem 10 drużyn 6-osobowych (plus 2 rezerwowych)
- Liczba rund: 9
- Pełne wyniki: 1st World Chess Team Championship: Lucerne 1985

| Miejsce | Państwo              | Punkty |
| ------- | -------------------- | ------ |
| 1       | ZSRR                 | 37½    |
| 2       | Węgry                | 34½    |
| 3       | Anglia               | 30½    |
| 4       | Francja              | 28½    |
| 5       | Rumunia              | 28½    |
| 6       | Szwajcaria           | 27½    |
| 7       | Chiny                | 27     |
| 8       | Argentyna            | 25½    |
| 9       | RFN                  | 23½    |
| 10      | Reprezentacja Afryki | 7      |

| Miejsce | Medaliści |
| ------- | --- |
| 1       | Anatolij Karpow, Artur Jusupow, Rafajel Wahanian, Andriej Sokołow, Ołeksandr Bielawski, Wasilij Smysłow, Aleksander Czernin, Lew Poługajewski |
| 2       | Lajos Portisch, Zoltán Ribli, Gyula Sax, József Pintér, András Adorján, Iván Faragó, István Csom, Attila Grószpéter                           |
| 3       | Anthony Miles, John Nunn, Jonathan Speelman, Nigel Short, Jonathan Mestel, Murray Chandler, James Plaskett, Glenn Flear                       |

### II mistrzostwa (1989, Lucerna)
- Termin: 27 października – 9 listopada 1989
- Miasto: Lucerna
- System: kołowy z udziałem 10 drużyn 4-osobowych (plus 2 rezerwowych)
- Liczba rund: 9
- Pełne wyniki: 2nd World Chess Team Championship: Lucerne 1989

| Miejsce | Państwo              | Punkty |
| ------- | -------------------- | ------ |
| 1       | ZSRR                 | 27½    |
| 2       | Jugosławia           | 22½    |
| 3       | Anglia               | 21½    |
| 4       | Węgry                | 18½    |
| 5       | Stany Zjednoczone    | 17     |
| 6       | Szwajcaria           | 17     |
| 7       | Kuba                 | 16½    |
| 8       | Chiny                | 15½    |
| 9       | Holandia             | 12½    |
| 10      | Reprezentacja Afryki | 11½    |

| Miejsce | Medaliści |
| ------- | --- |
| 1       | Anatolij Karpow, Ołeksandr Bielawski, Jaan Ehlvest, Rafajel Wahanian, Wasyl Iwanczuk, Michaił Guriewicz          |
| 2       | Ljubomir Ljubojević, Predrag Nikolić, Petar Popović, Dragoljub Velimirović, Božidar Ivanović, Branko Damljanović |
| 3       | Nigel Short, Jonathan Speelman, John Nunn, Murray Chandler, Michael Adams, Julian Hodgson                        |

### III mistrzostwa (1993, Lucerna)
- Termin: 24 października – 3 listopada 1993
- Miasto: Lucerna
- System: kołowy z udziałem 10 drużyn 4-osobowych (plus 2 rezerwowych)
- Liczba rund: 9
- Pełne wyniki: 3rd World Chess Team Championship: Lucerne 1993

| Miejsce | Państwo           | Punkty |
| ------- | ----------------- | ------ |
| 1       | Stany Zjednoczone | 22½    |
| 2       | Ukraina           | 21     |
| 3       | Rosja             | 20½    |
| 4       | Armenia           | 19     |
| 5       | Islandia          | 18½    |
| 6       | Łotwa             | 18     |
| 7       | Chiny             | 18     |
| 8       | Uzbekistan        | 16     |
| 9       | Szwajcaria        | 13½    |
| 10      | Kuba              | 13     |

| Miejsce | Medaliści |
| ------- | --- |
| 1       | Gata Kamski, Aleksiej Jermolinski, Boris Gulko, Grigorij Kajdanow, Joel Benjamin, Larry Christiansen                |
| 2       | Wasyl Iwanczuk, Wołodymyr Małaniuk, Ołeh Romanyszyn, Wołodymyr Tukmakow, Wiaczesław Ejnhorn, Artur Frołow           |
| 3       | Władimir Kramnik, Aleksandr Chalifman, Jewgienij Bariejew, Siergiej Dołmatow, Aleksiej Driejew, Aleksiej Wyżmanawin |

### IV mistrzostwa (1997, Lucerna)
- Termin: 25 października – 2 listopada 1997
- Miasto: Lucerna
- System: kołowy z udziałem 10 drużyn 4-osobowych (plus 2 rezerwowych)
- Liczba rund: 9
- Pełne wyniki: 4th World Chess Team Championship: Lucerne 1997

| Miejsce | Państwo           | Punkty |
| ------- | ----------------- | ------ |
| 1       | Rosja             | 23½    |
| 2       | Stany Zjednoczone | 23     |
| 3       | Armenia           | 21     |
| 4       | Anglia            | 20½    |
| 5       | Ukraina           | 18     |
| 6       | Chorwacja         | 17½    |
| 7       | Szwajcaria        | 17     |
| 8       | Kazachstan        | 15     |
| 9       | Kuba              | 14     |
| 10      | Gruzja (kobiety)  | 10½    |

| Miejsce | Medaliści |
| ------- | --- |
| 1       | Jewgienij Bariejew, Piotr Swidler, Aleksandr Chalifman, Siergiej Rublewski, Aleksiej Driejew, Wadim Zwiagincew |
| 2       | Aleksiej Jermolinski, Joel Benjamin, Boris Gulko, Nick de Firmian, Grigorij Kajdanow, Larry Christiansen       |
| 3       | Wladimir Hakopian, Rafajel Wahanian, Symbat Lyputian, Artaszes Minasjan, Aszot Anastasjan, Melikset Chaczijan  |

### V mistrzostwa (2001, Erywań)
- Termin: 12–20 października 2001
- Miasto: Erywań
- System: kołowy z udziałem 9 drużyn 4-osobowych (plus 2 rezerwowych)
- Liczba rund: 8
- Pełne wyniki: 5th World Chess Team Championship: Yerevan 2001

| Miejsce | Państwo            | Punkty |
| ------- | ------------------ | ------ |
| 1       | Ukraina            | 21½    |
| 2       | Rosja              | 21     |
| 3       | Armenia            | 20     |
| 4       | Niemcy             | 18½    |
| 5       | Węgry              | 16½    |
| 6       | Uzbekistan         | 15½    |
| 7       | Kuba               | 14½    |
| 8       | Macedonia Północna | 9½     |
| 9       | Iran               | 7      |

| Miejsce | Medaliści |
| ------- | --- |
| 1       | Wasyl Iwanczuk, Rusłan Ponomariow, Wołodymyr Bakłan, Wiaczesław Ejnhorn, Ołeh Romanyszyn, Wadym Małachatko      |
| 2       | Piotr Swidler, Aleksiej Driejew, Aleksandr Griszczuk, Siergiej Rublewski, Konstantin Sakajew, Aleksandr Motylow |
| 3       | Wladimir Hakopian, Rafajel Wahanian, Symbat Lyputian, Karen Asrian, Aszot Anastasjan, Artaszes Minasjan         |

### VI mistrzostwa (2005, Beer Szewa)
- Termin: 31 października – 11 listopada 2005
- Miasto: Beer Szewa
- System: kołowy z udziałem 9 drużyn 4-osobowych
- Liczba rund: 8
- Pełne wyniki: 6th World Chess Team Championship: Beer Sheva 2005

| Miejsce | Państwo           | Punkty |
| ------- | ----------------- | ------ |
| 1       | Rosja             | 22     |
| 2       | Chiny             | 21½    |
| 3       | Armenia           | 18½    |
| 4       | Ukraina           | 17½    |
| 5       | Stany Zjednoczone | 16½    |
| 6       | Izrael            | 14½    |
| 7       | Gruzja            | 13½    |
| 8       | Kuba              | 13     |
| 9       | Chiny (kobiety)   | 7      |

| Miejsce | Medaliści |
| ------- | --- |
| 1       | Piotr Swidler, Aleksiej Driejew, Aleksandr Griszczuk, Aleksandr Moroziewicz, Jewgienij Bariejew, Siergiej Rublewski |
| 2       | Bu Xiangzhi, Zhang Pengxiang, Ni Hua, Zhang Zhong, Zhou Jianchao, Liang Chong                                       |
| 3       | Lewon Aronian, Wladimir Hakopian, Karen Asrian, Rafajel Wahanian, Symbat Lyputian, Aszot Anastasjan                 |

### VII mistrzostwa (2010, Bursa)
- Termin: 3–14 stycznia 2010
- Miasto: Bursa,  Turcja
- System: kołowy z udziałem 10 drużyn 6-osobowych, mecze na 4 szachownicach
- Liczba rund: 9
- Pełne wyniki: 7th World Team Chess Championship: Bursa 2010, Bursa: Russia wins Gold, USA Silver, India Bronze

| Miejsce | Państwo           | Punkty meczowe (punkty małe) |
| ------- | ----------------- | ---------------------------- |
| 1       | Rosja             | 15 (24)                      |
| 2       | Stany Zjednoczone | 13 (21½)                     |
| 3       | Indie             | 13 (21)                      |
| 4       | Azerbejdżan       | 12 (22)                      |
| 5       | Armenia           | 12 (20½)                     |
| 6       | Grecja            | 8 (18)                       |
| 7       | Izrael            | 7 (17)                       |
| 8       | Brazylia          | 4 (12½)                      |
| 9       | Egipt             | 3 (12)                       |
| 10      | Turcja            | 3 (11½)                      |

| Miejsce | Medaliści |
| ------- | --- |
| 1       | Aleksandr Griszczuk, Dmitrij Jakowienko, Aleksandr Moroziewicz, Jewgienij Tomaszewski, Władimir Małachow, Nikita Witiugow |
| 2       | Hikaru Nakamura, Aleksander Oniszczuk, Jurij Szulman, Warużan Hakopian, Robert Hess, Ray Robson                           |
| 3       | Krishnan Sasikiran, Pentala Harikrishna, Surya Ganguly, Geetha Narayanan Gopal, Sabramanian Arun Prasad, Baskaran Adhiban |

### VIII mistrzostwa (2011, Ningbo)
- Termin: 15–27 lipca 2011
- Miasto: Ningbo,  Chiny
- System: kołowy z udziałem 10 drużyn 5-osobowych, mecze na 4 szachownicach
- Liczba rund: 9
- Pełne wyniki: Yinzhou Cup 2011 World ChessTeam Championship, World Team Ch. – Armenia gold, China silver, Ukraine bronze

| Miejsce | Państwo           | Punkty meczowe (punkty małe) |
| ------- | ----------------- | ---------------------------- |
| 1       | Armenia           | 14 (22½)                     |
| 2       | Chiny             | 13 (22½)                     |
| 3       | Ukraina           | 12 (19½)                     |
| 4       | Rosja             | 10 (21)                      |
| 5       | Węgry             | 10 (19½)                     |
| 6       | Stany Zjednoczone | 10 (18½)                     |
| 7       | Azerbejdżan       | 9 (19)                       |
| 8       | Indie             | 7 (15½)                      |
| 9       | Izrael            | 5 (13)                       |
| 10      | Egipt             | 0 (9)                        |

| Miejsce | Medaliści                                                                                    |
| ------- | -------------------------------------------------------------------------------------------- |
| 1       | Lewon Aronian, Siergiej Mowsesjan, Wladimir Hakopian, Gabriel Sarksjan, Robert Howhannisjan  |
| 2       | Wang Hao, Wang Yue, Li Chao, Yu Yangyi, Ding Liren                                           |
| 3       | Wasyl Iwanczuk, Pawło Eljanow, Zachar Jefimenko, Ołeksandr Moisejenko, Ołeksandr Areszczenko |

## Drużynowe mistrzostwa świata kobiet

### I mistrzostwa (2007, Jekaterynburg)
- Termin: 9–30 maja 2007
- Miasto: Jekaterynburg
- System: kołowy z udziałem 10 drużyn 4-osobowych (plus 1 rezerwowa)
- Liczba rund: 9
- Punktacja: według punktów meczowych (2 za zwycięstwo, 1 za remis, 0 za przegraną)
- Pełne wyniki: 1st Women's World Chess Team Championship: Ekaterinburg 2007

| Miejsce | Państwo  | Punkty meczowe (punkty małe) |
| ------- | -------- | ---------------------------- |
| 1       | Chiny    | 17 (30½)                     |
| 2       | Rosja    | 15 (24)                      |
| 3       | Ukraina  | 14 (23½)                     |
| 4       | Gruzja   | 11 (20)                      |
| 5       | Polska   | 9 (19½)                      |
| 6       | Niemcy   | 8 (18)                       |
| 7       | Wietnam  | 8 (16½)                      |
| 8       | Armenia  | 5 (17)                       |
| 9       | Czechy   | 3 (11)                       |
| 10      | Botswana | 0 (0)                        |

| Miejsce | Medalistki + skład reprezentacji Polski                                                           |
| ------- | ------------------------------------------------------------------------------------------------- |
| 1       | Zhao Xue, Hou Yifan, Ruan Lufei, Shen Yang, Huang Qian                                            |
| 2       | Tatjana Kosincewa, Nadieżda Kosincewa, Jekatierina Korbut, Jekatierina Kowalewska, Jelena Tairowa |
| 3       | Kateryna Łahno, Anna Uszenina, Inna Haponenko, Tetiana Wasylewycz, Oksana Wozowik                 |
|         | Monika Soćko, Iweta Rajlich, Jolanta Zawadzka, Karina Szczepkowska, Marta Przeździecka            |

### II mistrzostwa (2009, Ningbo)
- Termin: 2–11 września 2009
- Miasto: Ningbo
- System: kołowy z udziałem 10 drużyn 4-osobowych (plus 1 rezerwowa)
- Liczba rund: 9
- Punktacja: według punktów meczowych (2 za zwycięstwo, 1 za remis, 0 za przegraną)
- Pełne wyniki: 2nd Women World Team Chess Championship 2009

| Miejsce | Państwo           | Punkty meczowe (punkty małe) |
| ------- | ----------------- | ---------------------------- |
| 1       | Chiny             | 12 (21½)                     |
| 2       | Rosja             | 12 (21)                      |
| 3       | Ukraina           | 12 (20½)                     |
| 4       | Gruzja            | 11 (20)                      |
| 5       | Armenia           | 10 (18½)                     |
| 6       | Polska            | 10 (17½)                     |
| 7       | Indie             | 9 (17½)                      |
| 8       | Stany Zjednoczone | 6 (16½)                      |
| 9       | Chiny II          | 6 (16)                       |
| 10      | Wietnam           | 2 (11)                       |

| Miejsce | Medalistki + skład reprezentacji Polski                                                          |
| ------- | ------------------------------------------------------------------------------------------------ |
| 1       | Hou Yifan, Zhao Xue, Shen Yang, Ju Wenjun, Huang Qian                                            |
| 2       | Tatjana Kosincewa, Nadieżda Kosincewa, Jekatierina Kowalewska, Marina Romanko, Walentina Gunina  |
| 3       | Anna Uszenina, Natalija Żukowa, Inna Haponenko, Marija Muzyczuk, Natalia Zdebska                 |
|         | Iweta Rajlich, Jolanta Zawadzka, Joanna Dworakowska, Joanna Majdan, Karina Szczepkowska-Horowska |

### III mistrzostwa (2011, Mardin)
- Termin: 18–27 grudnia 2011
- Miasto: Mardin
- System: kołowy z udziałem 10 drużyn 4-osobowych (plus 1 rezerwowa)
- Liczba rund: 9
- Punktacja: według punktów meczowych (2 za zwycięstwo, 1 za remis, 0 za przegraną)
- Pełne wyniki: 3rd Women World Team Chess Championship 2011

| Miejsce | Państwo | Punkty meczowe (punkty małe) |
| ------- | ------- | ---------------------------- |
| 1       | Chiny   | 16 (27½)                     |
| 2       | Rosja   | 13 (21½)                     |
| 3       | Gruzja  | 12 (21½)                     |
| 4       | Indie   | 11 (23)                      |
| 5       | Ukraina | 11 (21)                      |
| 6       | Armenia | 9 (19½)                      |
| 7       | Wietnam | 9 (19)                       |
| 8       | Grecja  | 5 (15)                       |
| 9       | Turcja  | 4 (11)                       |
| 10      | RPA     | 0 (1)                        |

| Miejsce | Medalistki                                                                                       |
| ------- | ------------------------------------------------------------------------------------------------ |
| 1       | Hou Yifan, Ju Wenjun, Zhao Xue, Tan Zhongyi, Zhang Xiaowen                                       |
| 2       | Nadieżda Kosincewa, Tatjana Kosincewa, Aleksandra Kostieniuk, Walentina Gunina, Natalia Pogonina |
| 3       | Nana Dzagnidze, Lela Dżawachiszwili, Bela Chotenaszwili, Nino Churcidze, Salome Melia            |